# Quadre sinòptic
Un quadre sinòptic és una eina que permet organitzar i interrelacionar idees i conceptes per mitjà de símbols i representacions gràfiques. Són estratègies per organitzar el contingut de coneixements. Un quadre sinòptic és aquell que mostra projectes de manera senzilla i proporciona una estructura global coherent d'una temàtica i les seves múltiples relacions.
Poden presentar-se per mitjà de claus i prendre forma de diagrames (com ara en les estructures arbòries dels diagrames en arbre) o poden estar composts per files i columnes a manera de taules.
S'utilitzen molt a l'escola per resumir els continguts a estudiar. També es pot aplicar per a la gestió de projectes i l'organització industrial. S'utilitza molt a les transparències i presentacions, per a deixar clar en tot moment l'entorn i les relacions sobre el tema del qual parla l'exposant, d'una manera ràpida i visual.